# Chris Scott
Pour les articles homonymes, voir Scott.
Chris Scott, né en 1945 à Kingston-upon-Hull, en Angleterre, est un écrivain britannico-canadien, auteur de roman policier.

## Biographie
Il obtient un baccalauréat en 1966 de l'université de Hull et une maîtrise en 1967 de l'université de Manchester. Il poursuit des études supérieures à l'université de Pennsylvanie. Il enseigne ensuite pendant quelques années à l'université York de Toronto, puis s'installe dans une banlieue au nord de Kingston pour se consacrer entièrement à l'écriture. En 1975, il devient citoyen canadien.
En 1971, il publie son premier roman, Bartleby. En 1988, il fait paraître Jack: A Novel About Jack the Ripper pour lequel il est lauréat du prix Arthur-Ellis 1989 du meilleur roman.

## Œuvre

### Romans
- Bartleby (1971)
- To Catch a Spy (1978)
- Antichthon (1982)
- Hitler’s Bomb (1983)
- Jack: A Novel About Jack the Ripper (1988)

## Prix et distinctions

### Prix
- Prix Arthur-Ellis 1989 du meilleur roman pour Jack: A Novel About Jack the Ripper[1]

### Nomination
- Prix du Gouverneur général : romans et nouvelles de langue anglaise 1982 pour Antichthon